# Viaduc Hélène-et-Victor-Basch
Le viaduc Hélène-et-Victor-Basch ou viaduc de Sermenaz, est un pont à poutres autoroutier situé à Neyron, reliant Rillieux-la-Pape au nord et Vaulx-en-Velin au sud. Il permet de franchir le canal de Miribel, la ligne de Lyon-Perrache à Genève (frontière) et la RD 1084.

## Présentation
Le pont se nommait originellement « viaduc de Sermenaz » ; il a été baptisé « viaduc Hélène-et-Victor-Basch », en 1997, par Jean-Antoine Winghart, alors président des Autoroutes Paris-Rhin-Rhône. En effet, dans la partie nord du viaduc, à proximité de la rive nord du canal de Miribel, à Neyron, se trouve le lieu précis de l'exécution d'Hélène et Victor Basch, le 10 janvier 1944, par la milice française. À cet endroit et sous le viaduc, se trouve le mémorial Hélène-et-Victor-Basch.
Long de 395 mètres, le pont est situé entre la sortie 4 (Sathonay - Caluire-et-Cuire - Rillieux-la-Pape, située à 23 km de l'échangeur A6/A46) et la sortie 5 (Vaulx-en-Velin - Décines-Charpieu - Parc de Miribel-Jonage, située à 30 km de l'échangeur A6/A46). Le nombre de véhicules à l'emprunter chaque jour, était en moyenne de 75 000 véhicules par jour en 2010.
À l'extrémité sud du viaduc Hélène-et-Victor-Basch, un petit pont permet le franchissement du Vieux Rhône dans le Grand parc de Miribel-Jonage.